# یواس‌اس رونالد ریگان
ناو هواپیمابر رونالد ریگان یا یو اس اس رونالد ریگان (سی وی ان-۷۶) (به انگلیسی: USS Ronald Reagan) نام یک ناو هواپیمابر کلاس نیمیتز متعلق به نیروی دریایی ایالات متحده آمریکا است.
این ناو هواپیمابر در ۲۰۰۳ به دریا انداخته شد و پایگاه خانگی آن در پایگاه هوایی جزیره شمالی است.
این ناو ۳۳۳ متر طول دارد و مجهز به دو راکتور هسته ای ساخت وستینگهاوس است.

## نگارخانه

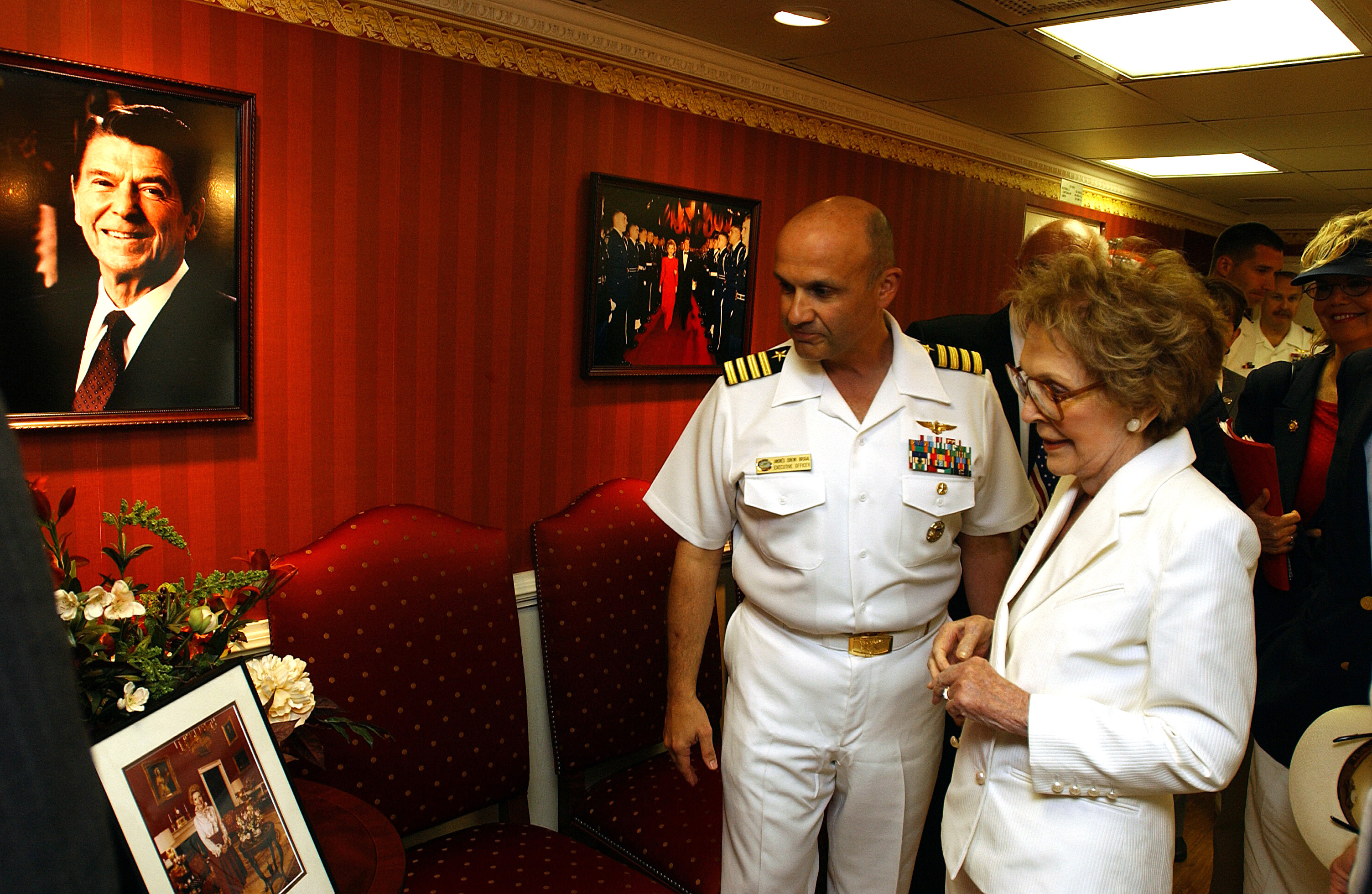
فرمانده ناو به همراه نانسی ریگان
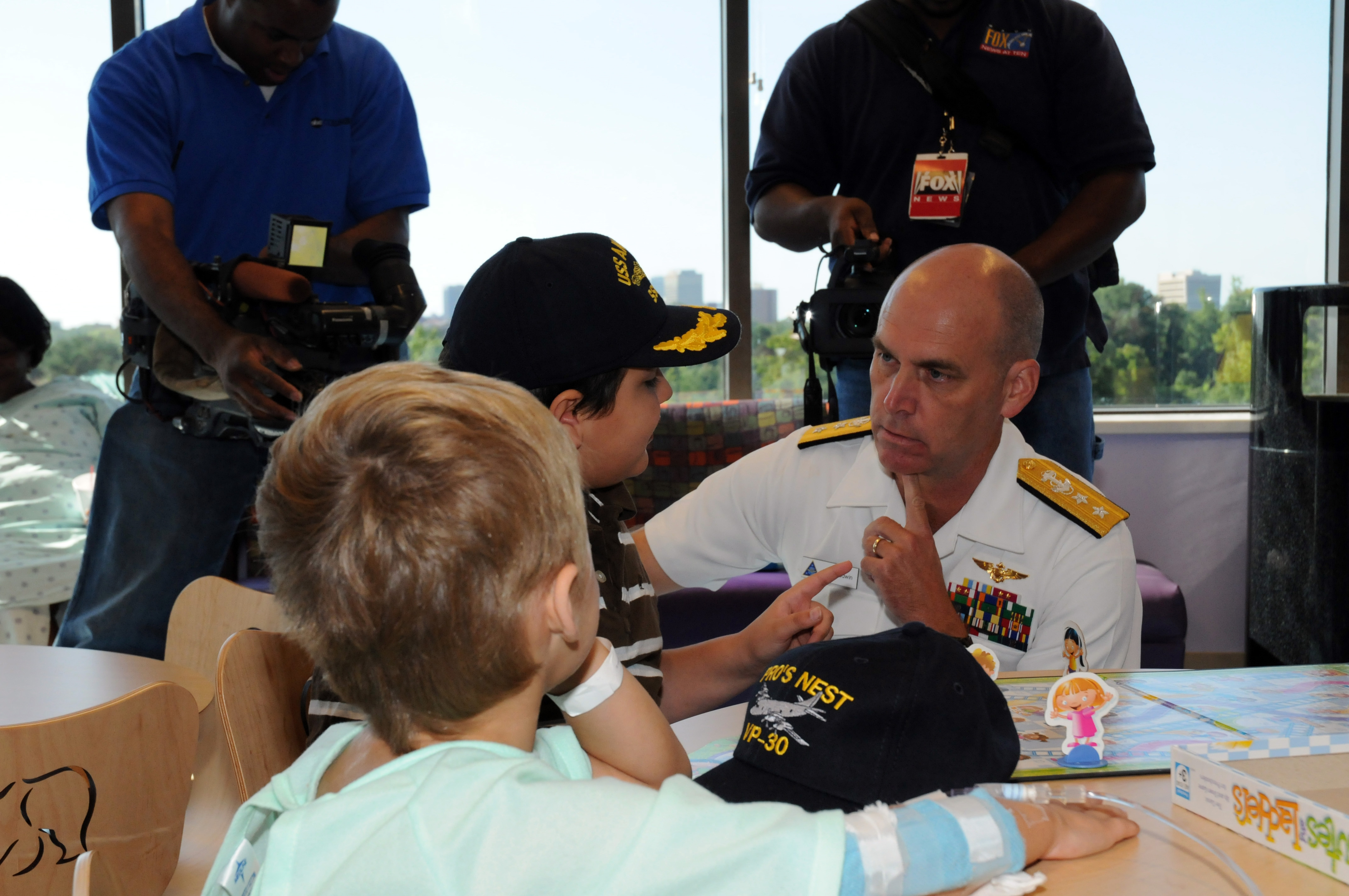
فرمانده ناو در دیدار از بیمارستان اطفال
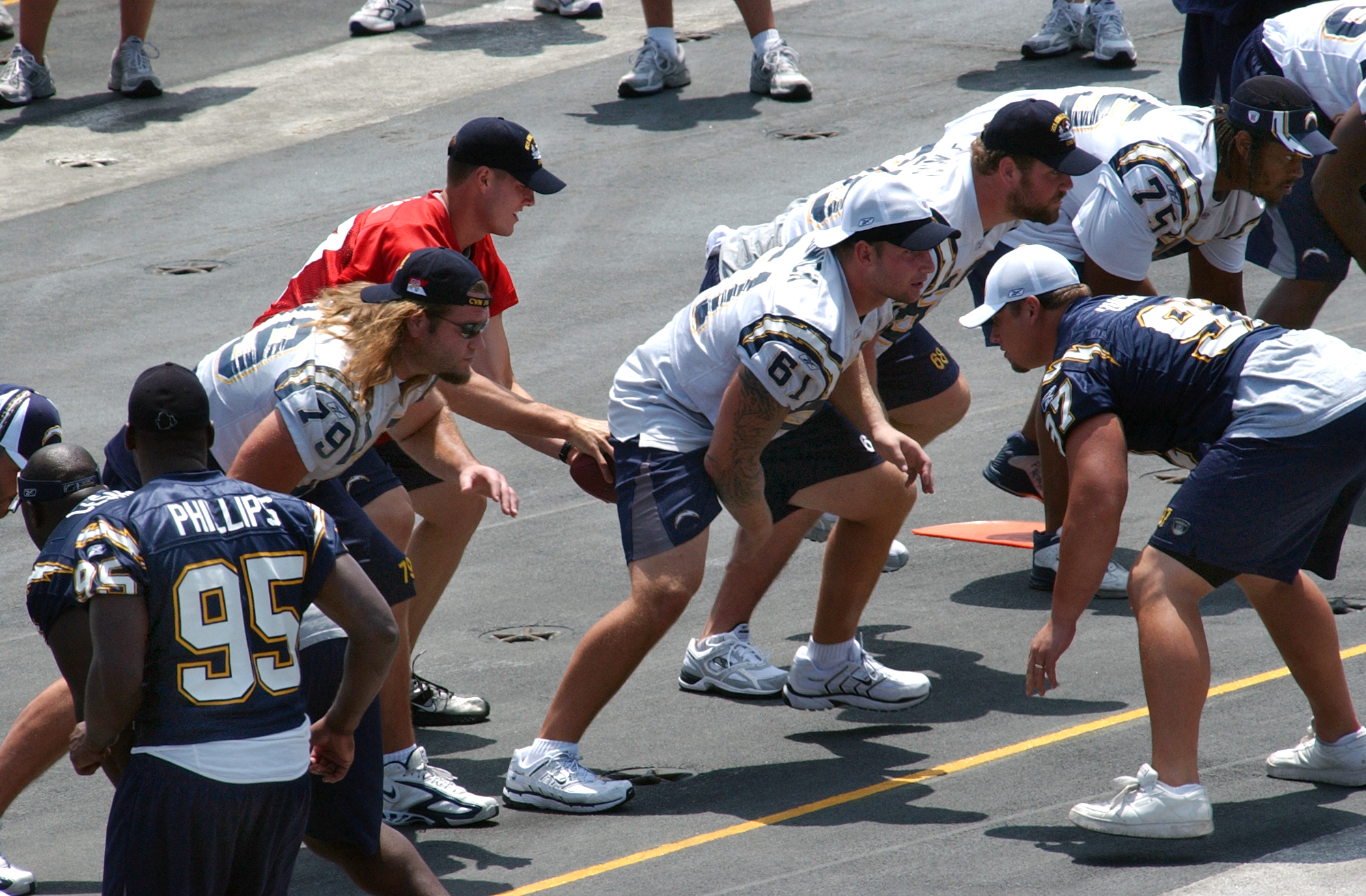
مسابقه خدمه با اعضای تیم سن دییگو چارجرز بر روی عرش کشتی
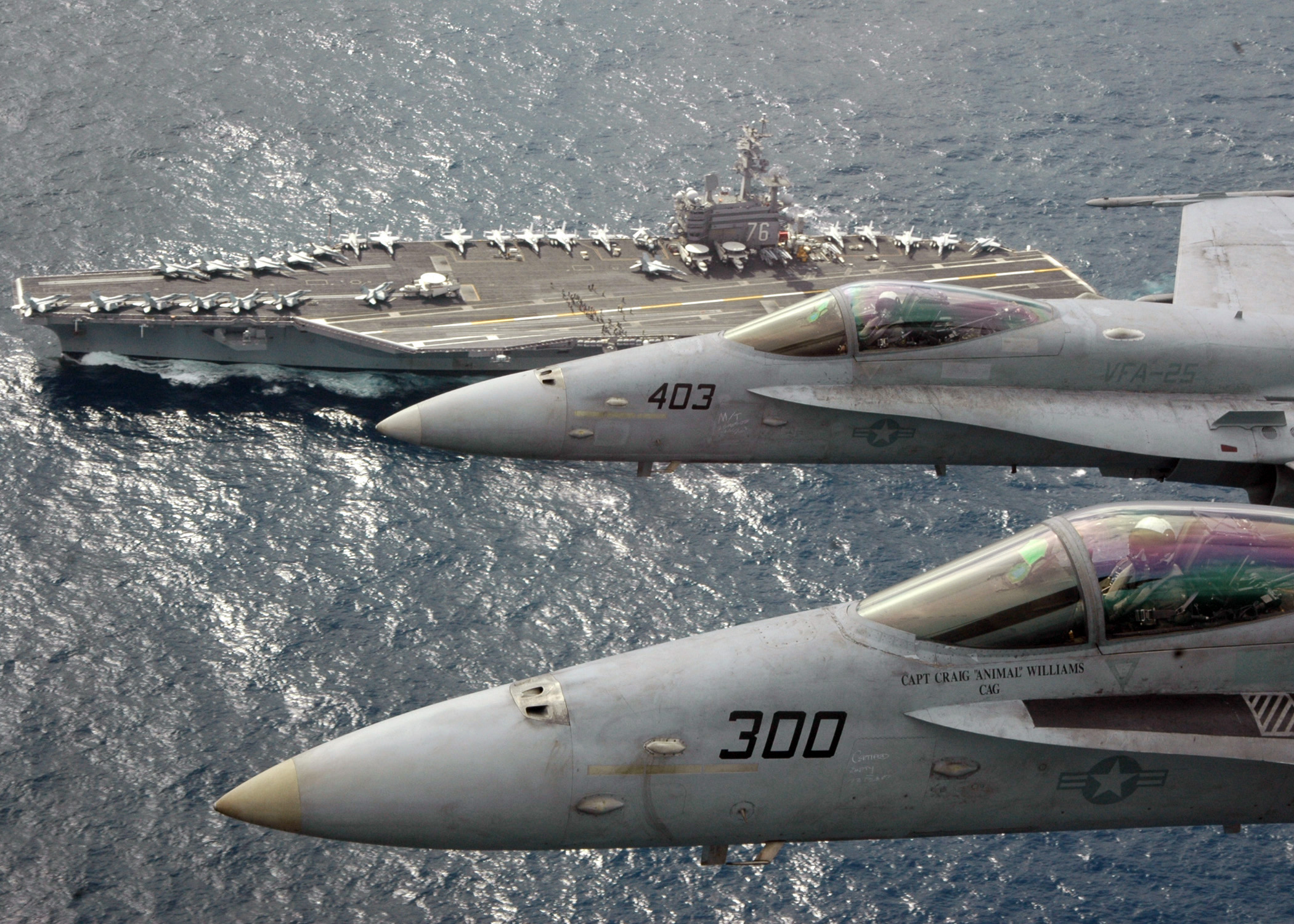
از بالا
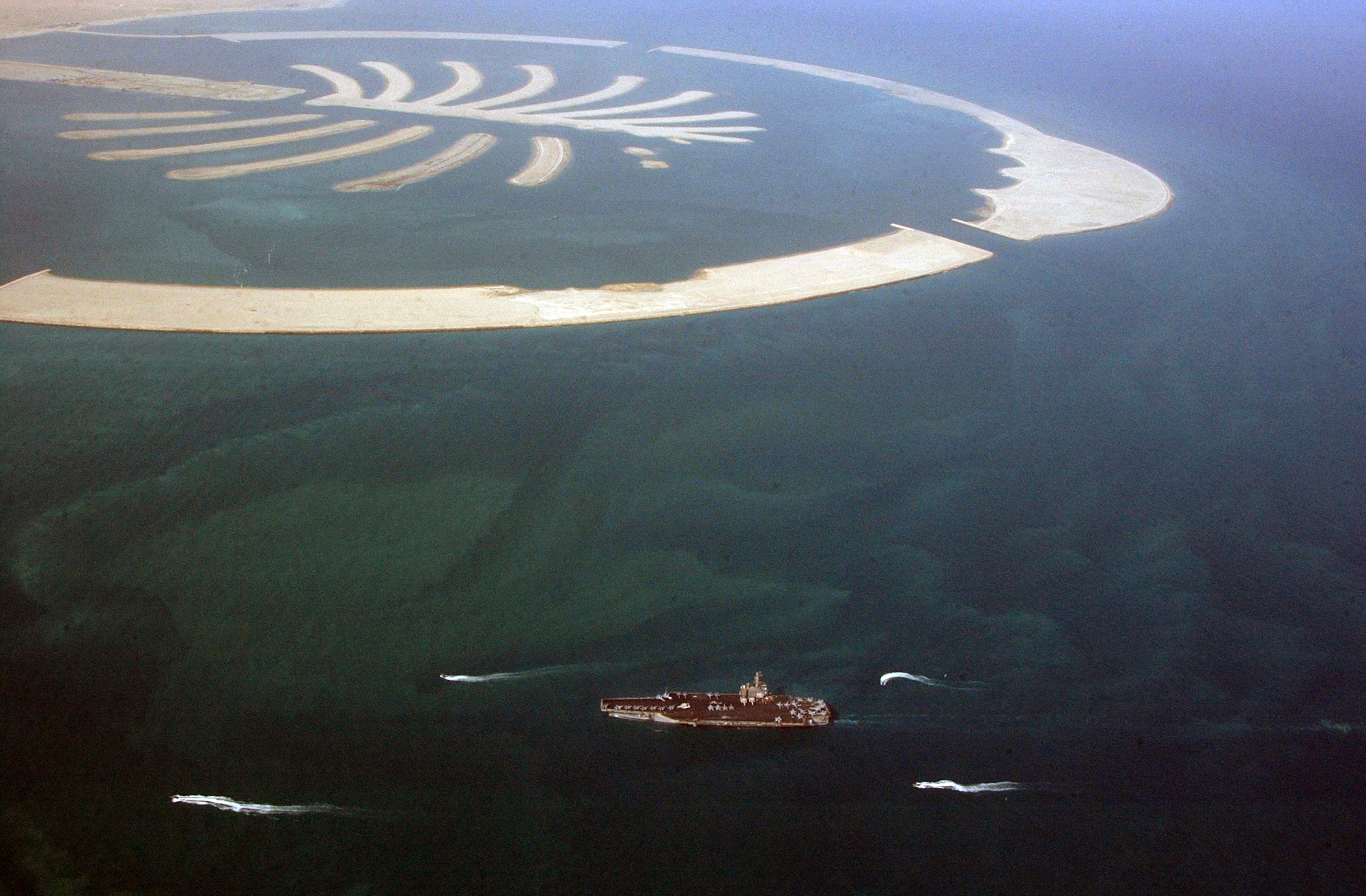
عبور از سواحل دبی